# جوایز ویدئو موسیقی ام‌تی‌وی ۲۰۰۹
جوایز موزیک ویدئوی ام‌تی‌وی ۲۰۰۹ ۲۶امین دوره این جوایز بود که در ۲۴ اوت ۲۰۱۴ در اینگل وود، کالیفرنیا برگزار شد. خواننده-ترانه‌سرای آمریکایی بیانسه، گروه موسیقی راک گرین دی و خواننده آمریکایی لیدی گاگا با سه برد بیشترین مقدار برد در این مراسم را داشتند.